# Merope
Merope es un género con diez especies de plantas de flores perteneciente a la familia Rutaceae. 

## Especies seleccionadas
- Merope angulata
- Merope aretioides
- Merope argentea
- Merope caespititia
- Merope erythractis
- Merope kunthiana
- Merope piptolepis
- Merope schultzii
- Merope spinosa
- Merope virescens